# أبفيل (جورجيا)
أبفيل (بالإنجليزية: Abbeville, Georgia)‏ هي مدينة تقع في مقاطعة ويلكوكس، جورجيا بولاية جورجيا في الولايات المتحدة. تبلغ مساحة هذه المدينة 7.9 (كم²)، وترتفع عن سطح البحر 78 م، بلغ عدد سكانها 2908 نسمة في عام 2010 حسب إحصاء مكتب تعداد الولايات المتحدة.

## وصلات خارجية
- Cities & Counties - Georgia.gov